# Budge Manzia
Budge Manzia (24 de setembro de 1994) é um futebolista profissional congolês que atua como atacante.

## Carreira
Budge Manzia representou o elenco da Seleção da República Democrática do Congo de Futebol no Campeonato Africano das Nações de 2013.